# 16.ª etapa do Tour de France de 2020
A 16.ª etapa do Tour de France de 2020 desenvolveu-se a 15 de setembro de 2020 entre La Tour-du-Pin e Villard-de-Lans sobre um percurso de 164 km e foi vencida pelo alemão Lennard Kämna da Bora-Hansgrohe. Um dia mais, o esloveno Primož Roglič conseguiu manter a camisola amarela.

## Classificação da etapa
| \| Classificação por etapas \| Classificação por etapas \| Classificação por etapas \| Classificação por etapas \| Classificação por etapas \| \| Ciclista \| Ciclista \| Equipe \| Tempo \| \| \| ------------------------ \| ------------------------ \| -------------------------------- \| ------------------------ \| ------------------------ \| \| 1. \| Lennard Kämna \| Bora-Hansgrohe \| 4h12m52s \| \| \| 2. \| Richard Carapaz \| Ineos Grenadiers \| + 1m27s \| \| \| 3. \| Sébastien Reichenbach \| Groupama-FDJ \| + 1m56s \| \| \| 4. \| Pavel Sivakov \| Ineos Grenadiers \| + 2m34s \| \| \| 5. \| Simon Geschke \| CCC Team \| + 2m35s \| \| \| 6. \| Warren Barguil \| Arkéa-Samsic \| + 2m37s \| \| \| 7. \| Tiesj Benoot \| Team Sunweb \| + 2m41s \| \| \| 8. \| Nicolas Roche \| Team Sunweb \| + 2m47s \| \| \| 9. \| Quentin Pacher \| B&B Hotels-Vital Concept p/b KTM \| + 2m51s \| \| \| 10. \| Julian Alaphilippe \| Deceuninck-Quick Step \| + 2m54s \| \| |                       |                                  |          |
| |                       |                                  |          |
| Fonte: ProCyclingStats |                       |                                  |          |
| Classificação por etapas |                       |                                  |          |
| Ciclista | Ciclista              | Equipe                           | Tempo    |
| 1. | Lennard Kämna         | Bora-Hansgrohe                   | 4h12m52s |
| 2. | Richard Carapaz       | Ineos Grenadiers                 | + 1m27s  |
| 3. | Sébastien Reichenbach | Groupama-FDJ                     | + 1m56s  |
| 4. | Pavel Sivakov         | Ineos Grenadiers                 | + 2m34s  |
| 5. | Simon Geschke         | CCC Team                         | + 2m35s  |
| 6. | Warren Barguil        | Arkéa-Samsic                     | + 2m37s  |
| 7. | Tiesj Benoot          | Team Sunweb                      | + 2m41s  |
| 8. | Nicolas Roche         | Team Sunweb                      | + 2m47s  |
| 9. | Quentin Pacher        | B&B Hotels-Vital Concept p/b KTM | + 2m51s  |
| 10. | Julian Alaphilippe    | Deceuninck-Quick Step            | + 2m54s  |

## Classificações ao final da etapa

### Classificação geral(Maillot Jaune)
| \| Classificação geral \| Classificação geral \| Classificação geral \| Classificação geral \| Classificação geral \| \| Ciclista \| Ciclista \| Equipe \| Tempo \| \| \| ------------------- \| ------------------- \| ------------------- \| ------------------- \| ------------------- \| \| 1. \| Primož Roglič \| Jumbo-Visma \| 70h06m47s \| \| \| 2. \| Tadej Pogačar \| UAE Team Emirates \| + 40s \| \| \| 3. \| Rigoberto Urán \| EF Pro Cycling \| + 1m34s \| \| \| 4. \| Miguel Ángel López \| Astana \| + 1m45s \| \| \| 5. \| Adam Yates \| Mitchelton-Scott \| + 2m03s \| \| \| 6. \| Richie Porte \| Trek-Segafredo \| + 2m13s \| \| \| 7. \| Mikel Landa \| Bahrain McLaren \| + 2m16s \| \| \| 8. \| Enric Mas \| Movistar Team \| + 3m15s \| \| \| 9. \| Tom Dumoulin \| Jumbo-Visma \| + 5m19s \| \| \| 10. \| Nairo Quintana \| Arkéa-Samsic \| + 5m43s \| \| |                    |                   |           |
| |                    |                   |           |
| Fonte: ProCyclingStats |                    |                   |           |
| Classificação geral |                    |                   |           |
| Ciclista | Ciclista           | Equipe            | Tempo     |
| 1. | Primož Roglič      | Jumbo-Visma       | 70h06m47s |
| 2. | Tadej Pogačar      | UAE Team Emirates | + 40s     |
| 3. | Rigoberto Urán     | EF Pro Cycling    | + 1m34s   |
| 4. | Miguel Ángel López | Astana            | + 1m45s   |
| 5. | Adam Yates         | Mitchelton-Scott  | + 2m03s   |
| 6. | Richie Porte       | Trek-Segafredo    | + 2m13s   |
| 7. | Mikel Landa        | Bahrain McLaren   | + 2m16s   |
| 8. | Enric Mas          | Movistar Team     | + 3m15s   |
| 9. | Tom Dumoulin       | Jumbo-Visma       | + 5m19s   |
| 10. | Nairo Quintana     | Arkéa-Samsic      | + 5m43s   |

### Classificação por pontos(Maillot Vert)
| Classificação por pontos | Classificação por pontos | Classificação por pontos         | Classificação por pontos | Classificação por pontos |
| Ciclista                 | Ciclista                 | Equipe                           | Pontos                   |                          |
| ------------------------ | ------------------------ | -------------------------------- | ------------------------ | ------------------------ |
| 1.                       | Sam Bennett              | Deceuninck-Quick Step            | 269 pts                  |                          |
| 2.                       | Peter Sagan              | Bora-Hansgrohe                   | 224 pts                  |                          |
| 3.                       | Matteo Trentin           | CCC Team                         | 212 pts                  |                          |
| 4.                       | Bryan Coquard            | B&B Hotels-Vital Concept p/b KTM | 166 pts                  |                          |
| 5.                       | Caleb Ewan               | Lotto-Soudal                     | 158 pts                  |                          |
| 6.                       | Wout van Aert            | Jumbo-Visma                      | 131 pts                  |                          |
| 7.                       | Julian Alaphilippe       | Deceuninck-Quick Step            | 130 pts                  |                          |
| 8.                       | Michael Mørkøv           | Deceuninck-Quick Step            | 112 pts                  |                          |
| 9.                       | Alexander Kristoff       | UAE Team Emirates                | 100 pts                  |                          |
| 10.                      | Tadej Pogačar            | UAE Team Emirates                | 97 pts                   |                          |

### Classificação da montanha(Maillot à Pois Rouges)
| Classificação da montanha | Classificação da montanha | Classificação da montanha        | Classificação da montanha | Classificação da montanha |
| Ciclista                  | Ciclista                  | Equipe                           | Pontos                    |                           |
| ------------------------- | ------------------------- | -------------------------------- | ------------------------- | ------------------------- |
| 1.                        | Benoît Cosnefroy          | AG2R La Mondiale                 | 36 pts                    |                           |
| 2.                        | Pierre Rolland            | B&B Hotels-Vital Concept p/b KTM | 36 pts                    |                           |
| 3.                        | Tadej Pogačar             | UAE Team Emirates                | 34 pts                    |                           |
| 4.                        | Primož Roglič             | Jumbo-Visma                      | 33 pts                    |                           |
| 5.                        | Nans Peters               | AG2R La Mondiale                 | 32 pts                    |                           |
| 6.                        | Marc Hirschi              | Team Sunweb                      | 31 pts                    |                           |
| 7.                        | Lennard Kämna             | Bora-Hansgrohe                   | 27 pts                    |                           |
| 8.                        | Jesús Herrada             | Cofidis                          | 25 pts                    |                           |
| 9.                        | Quentin Pacher            | B&B Hotels-Vital Concept p/b KTM | 24 pts                    |                           |
| 10.                       | Toms Skujiņš              | Trek-Segafredo                   | 24 pts                    |                           |

### Classificação do melhor jovem(Maillot Blanc)
| Classificação dos jovens | Classificação dos jovens | Classificação dos jovens | Classificação dos jovens | Classificação dos jovens |
| Ciclista                 | Ciclista                 | Equipe                   | Tempo                    |                          |
| ------------------------ | ------------------------ | ------------------------ | ------------------------ | ------------------------ |
| 1.                       | Tadej Pogačar            | UAE Team Emirates        | 70h07m27s                |                          |
| 2.                       | Enric Mas                | Movistar Team            | + 2m35s                  |                          |
| 3.                       | Egan Bernal              | Ineos Grenadiers         | + 18m24s                 |                          |
| 4.                       | Valentin Madouas         | Groupama-FDJ             | + 1m21s                  |                          |
| 5.                       | Daniel Felipe Martínez   | EF Pro Cycling           | + 1m24s                  |                          |
| 6.                       | Lennard Kämna            | Bora-Hansgrohe           | + 1m31s                  |                          |
| 7.                       | Harold Tejada            | Astana                   | + 1h43m48s               |                          |
| 8.                       | Neilson Powless          | EF Pro Cycling           | + 2h01m54s               |                          |
| 9.                       | Niklas Eg                | Trek-Segafredo           | + 2h07m59s               |                          |
| 10.                      | Marc Hirschi             | Team Sunweb              | + 2h14m34s               |                          |

### Classificação por equipas(Classement par Équipe)
| Classificação por equipes | Classificação por equipes | Classificação por equipes | Classificação por equipes |
| Equipe                    | Equipe                    | Tempo                     |                           |
| ------------------------- | ------------------------- | ------------------------- | ------------------------- |
| 1.                        | Movistar Team             | 210h11m06s                |                           |
| 2.                        | Ineos Grenadiers          | + 35m37s                  |                           |
| 3.                        | EF Pro Cycling            | + 37m00s                  |                           |
| 4.                        | Jumbo-Visma               | + 37m36s                  |                           |
| 5.                        | Bahrain McLaren           | + 1h00m57s                |                           |
| 6.                        | Trek-Segafredo            | + 1h09m07s                |                           |
| 7.                        | Astana                    | + 1h17m25s                |                           |
| 8.                        | AG2R La Mondiale          | + 1h53m39s                |                           |
| 9.                        | Arkéa-Samsic              | + 2h08m12s                |                           |
| 10.                       | Groupama-FDJ              | + 2h30m16s                |                           |

## Abandonos
- David Gaudu abandonou nos primeiros quilómetros com dores no sacro que arrastava desde o início da prova.[2]
- Jérôme Cousin por fora de controle.[3]